# Дисульфид иттрия
Дисульфид иттрия — бинарное неорганическое соединение 
иттрия и серы 
с формулой YS2, 
коричнево-фиолетовые кристаллы.

## Получение
- Нагревание стехиометрической смеси чистых веществ:

{\displaystyle {\mathsf {Y+2S\ {\xrightarrow {1660^{o}C}}\ YS_{2}}}}

## Физические свойства
Дисульфид иттрия образует коричнево-фиолетовые кристаллы
тетрагональной сингонии, параметры ячейки a = 0,7720 нм, c = 0,7846 нм, Z = 8
.
При повышенном давлении получены кристаллы 
кубической сингонии, параметры ячейки a = 0,7797 нм, Z = 8
.
Соединение плавится при температуре 1660°С.